# Bulevardul Hristo Botev
Bulevardul Hristo Botev este situat în sectorul 3 și marchează limita de est a centrului istoric al municipiului București.  

## Descriere
Bulevardul este orientat aproximativ de la nord spre sud și se desfășoară pe o lungime de 620 de metri între bulevardele Carol I și Corneliu Coposu.

## Istoric
Bulevardul poartă numele poetului, jurnalistului și revoluționarului bulgar Hristo Botev care a trăit o perioadă în exil, în România.

## Monumente istorice și clădiri
«Ansamblul de arhitectură „Bd. Hristo Botev”» construit între sfârșitul secolului al XIX-lea și prima jumătate a secolului al XX-lea este înscris pe Lista monumentelor istorice 2010 - Municipiul București - la nr. crt. 450, cod LMI B-II-a-B-18183. Sunt înscrise pe lista monumentelor «Blocul Societatea „Locuințe ieftine”» de la nr. 1 (cod LMI B-II-m-B-18184), «Blocul Societatea „Astra Română”» de la nr. 2 (cod LMI B-II-m-B-18185), «Școala Comercială „Nicolae Krețulescu”» de la nr. 17-19 (cod LMI B-II-m-B-18198), «Blocul „Gold”» de la nr. 34 (cod LMI B-II-m-B-18209), imobilele de la numerele 3, 4, 6, 7, 8, 9, 11, 12, 13, 14, 15, 15A, 20, 21, 22, 24, 26, 27, 30, 40 și casele de la numerele 25, 28, 29, 36, 38 și 44.

## Galerie

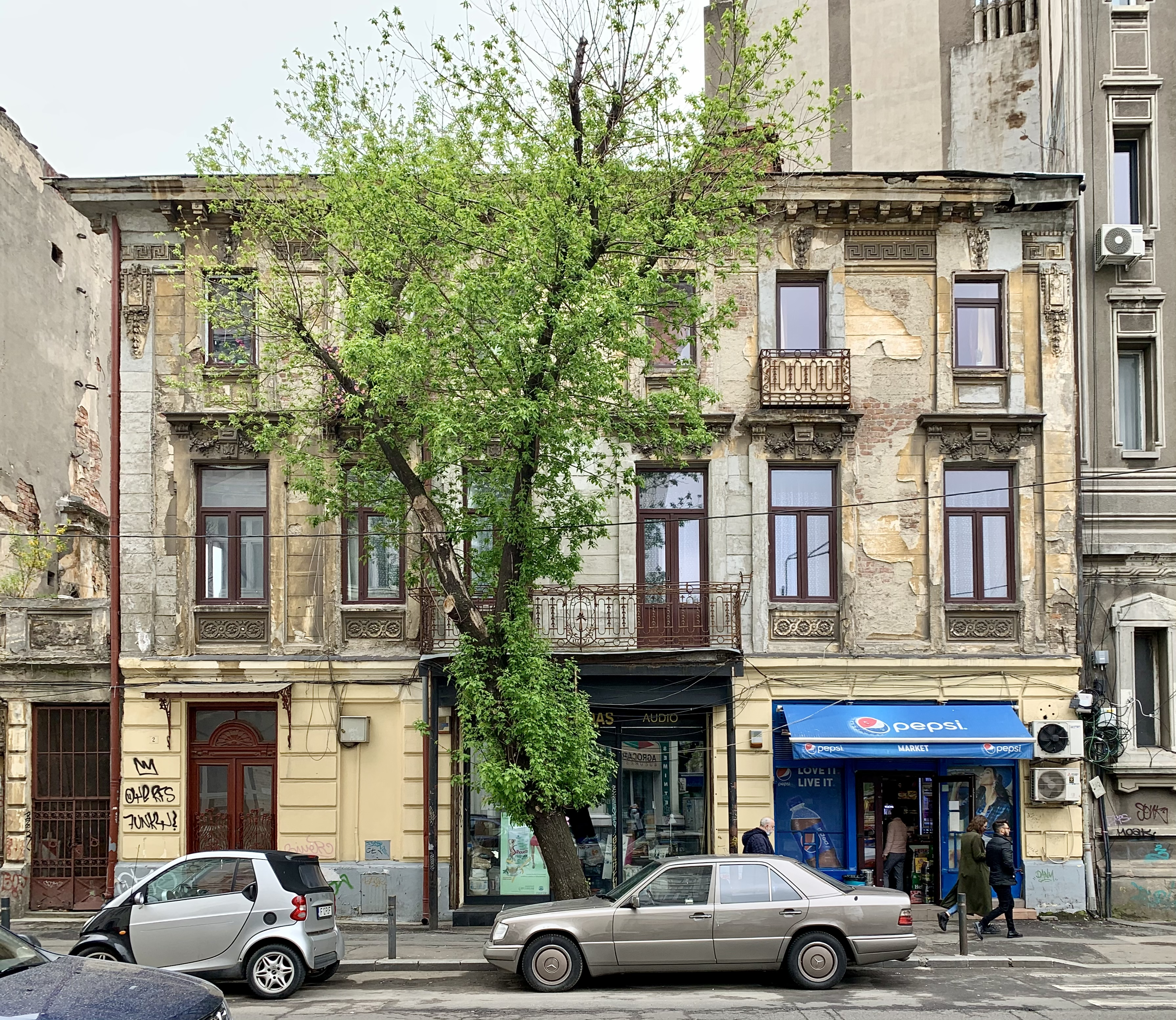
Nr. 2 - imobil
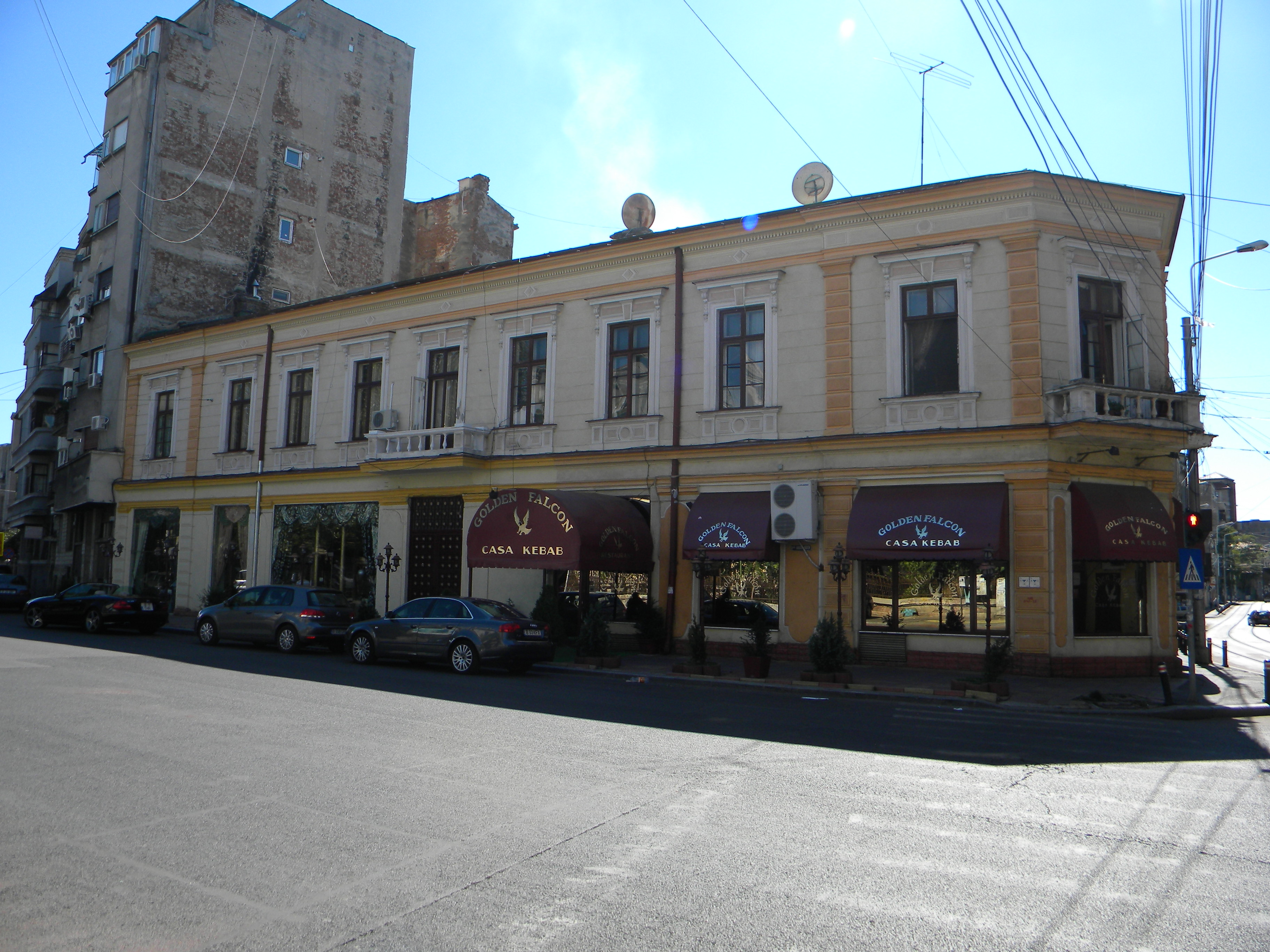
Nr. 20 - imobil
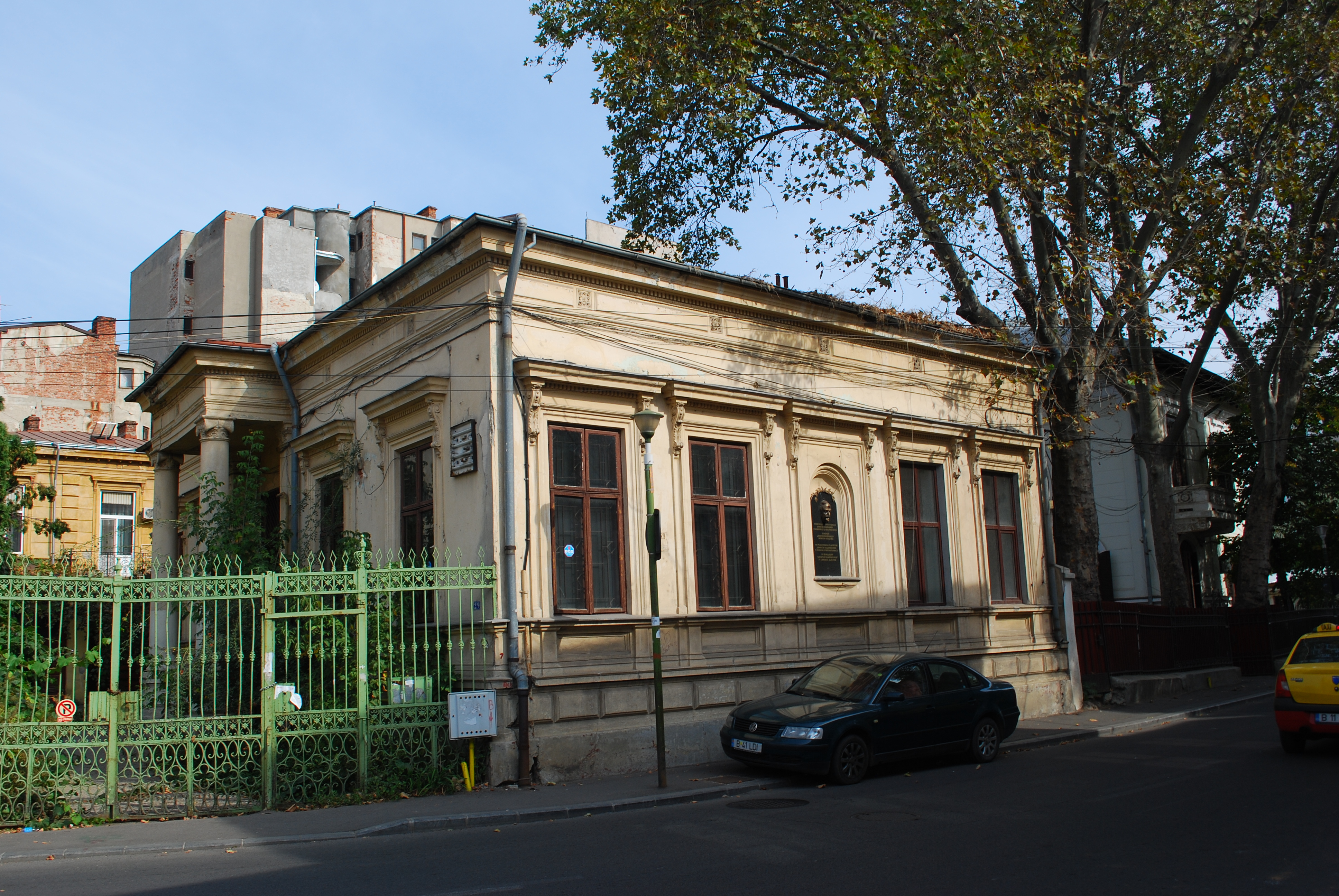
Nr. 29 - casă
Nr. 34 - Blocul Gold

## Legături externe
- Bulevardul Hristo Botev pe hartă
- Bulevardul Hristo Botev pe Flickr.com
- Bulevardul Hristo Botev pe Googlemaps - street view